# Déjà vu (série télévisée)
Pour les articles homonymes, voir Déjà vu (homonymie).
Déjà vu est une série télévisée française en 52 épisodes de 26 minutes créée par Éric Vérat et David Paillot, diffusée entre le 27 octobre 2007 et décembre 2009 sur France 2 dans l'émission KD2A puis rediffusée sur France 4.

## Intro
« Vous n'avez jamais rêvé de pouvoir revenir dans votre passé et de modifier le présent ? Parce que moi, Alexandra, j'ai ce pouvoir. Je revis des moments de ma vie et je les transforme à volonté. Mais bien sûr, personne ne s'en doute. »

## Synopsis
Cette série raconte les aventures d'une bande de jeunes en classe de terminale à Annecy. L'héroïne, Alexandra (ou Alex) jouée par Leslie Coutterand, se voit dotée de pouvoirs surnaturels à la suite d'un accident de canyoning. Elle se rend alors compte qu'elle peut revivre des scènes de sa vie à volonté. Dans la première saison, elle s'aide de la musique pour faire des retours.
Les scènes en extérieur sont privilégiées et les activités sportives mises en avant (ski, paintball, canyoning...).
Au cours de la saison 2, Alexandra et Edouard devront se rendre à Singapour et au Vietnam pour retrouver le père de celle-ci. C'est dans ces paysages de rêve qu'Alexandra découvrira l'amour....

## Distribution

### Acteurs principaux
- Leslie Coutterand : Alexandra « Alex » Casala
- Eléa Clair : Émilie Lavigne (Saisons 1 et 2)
- Arnaud Cordier: Arthur Vanier (Saisons 1 et 2)
- Pierre-Antoine Damecour : Édouard Strauser (Saisons 1 et 2)
- André Marcotte : Dan Gagnon (Saisons 1 et 2)
- Anton Khan : Gregory « Greg » Baby Gregory (Saison 1)
- Daphné Hacquard : Clara (Saison 1)

### Acteurs secondaires
- Éric Soubelet : Alain Casala, le Père d'Alexandra (Saisons 1 et 2)
- Claire Charré : Valérie Delleterme, la Mère d'Alexandra (Saisons 1 et 2)
- Pascal Gilbert : Jean-François, le Beau-père d'Alexandra (Saison 1)
- Carole Peylin : Chloé, la Petite-amie et Future femme de Dan (Saison 1)
- Max Loong : Ming (Saisons 1 et 2)
- Jerry Hoh : Chen Soo Khong (Père de Clara) (Saison 1)
- Jeszlene Zhou : Jamie Chen (Demi-sœur de Clara) (Saison 1)
- Grace Chong : Mrs. Chen (Saison 1)
- Alexandra Kazan : Mère de Clara (Saison 1)
- Noël Billiet : Joël Lavigne, le Père d'Émilie (Saison 1)
- Robin Causse : David, le Frère d'Émilie (Saison 1)
- Assane Seck : Youssou, le Petit-ami d'Émili (Saison 1)
- Mélanie Valdaine : Mère de Greg (Saison 1)
- Pierre-Louis Lanier : Père de Greg (Saison 1)
- Robert Jr Tonneli : Anthony (Saison 2)
- Elizabeth Wen-Ling Tan : Lucy, la petite amie de Ming (Saison 2)
- Hui Mien Chee : Sun (Saison 2)
- Hwah Joo Amy J Cheng : May (Saison 2)
- Matt Jasper : Dr. Mayers (Saison 2)

## Fiche technique
- Réalisateurs : Youcef Hamidi, Alain Rudaz, Thean-Jeen Lee.
- Auteurs de l'idée originale : Éric Vérat et David Paillot.
- Auteurs des scénarios : Hadrien Soulez Larivière, David Paillot, Éric Vérat, Marie Duroy, Pierre Monjanel, Claire Paoletti, Olivier Dehors, Thomas Martinetti, Christophe Martinolli.
- Producteur délégué exécutif : Gilbert Hus de la société grenobloise Project images films.
- Directeur du développement et de l'écriture : Olivier Dehors.
- Montage : Cyril Morat.
- Générique : "Not heroes but lascars" interprété par le groupe Fallaster.
- Musique :
  - Saison 1 : Fallaster (générique), Everlyn (ex Flint), The Naked Man, The Sticky Monkeys, Daisybox, Djemdi, Apple Jelly, Trez, Glasgow, Kanandjo, Goblins, Chair Chant Corps, Isadora Project.
  - Saison 2 : Fallaster (générique), The Divergents, The Artyfacts, New Life.
- Lieux de tournage :
  - Saison 1 : Annecy, Cordon, Thonon-les-Bains, Singapour.
  - Saison 2 : Annecy, Singapour, Malaisie, Vietnam.

## Épisodes

### Première saison (2007)
1. Remous
2. Hésitations
3. Loterie
4. Conduite
5. 1997
6. Festival
7. Piégée
8. Contrôle
9. Rendez-vous
10. Cata
11. Backstage
12. Illicite
13. Mariage
14. Soupçons
15. Vérités
16. Aveu
17. Assez
18. Liaison
19. Anniversaire
20. Retrouvailles
21. Illégitime
22. Perdus
23. Renouveau
24. Musher
25. Noël
26. Parallèle

### Seconde saison (2009)
1. Souvenir
2. Pouvoir
3. Déménagement
4. Inconnu
5. Kayak
6. Surprise
7. Championne
8. Au secours
9. Coup de foudre
10. Largué
11. Horreur
12. Fugue
13. Décision
14. Enlèvement
15. Trahison
16. Test
17. Opération
18. Survie
19. Déclaration
20. Cauchemar
21. Double
22. Origine
23. Election
24. Remariage
25. Surface
26. Tempête

## Commentaires
- La Saison 1 a été tournée en deux fois: les épisodes 1 à 13 pendant l'été 2006 et les épisodes 14 à 26 pendant l'hiver 2007.
- La Saison 2 a aussi été tournée en deux fois: les épisodes 1 à 13 du 27 octobre au 19 décembre 2008 et le reste en 2009. Les épisodes 1 à 13 ont été diffusés en décembre 2009 sur France 4 et les épisodes 14 à 26 en janvier 2010 sur France 2.
- Le groupe Everlyn (ex-Flint) (Emo rock, Avignon 84) a signé plusieurs titres musicaux.
- La série a été achetée par une chaîne italienne. C'est la quatrième série achetée et diffusée en Italie après Summer Dreams (Cœur Océan), Summer Crush (Foudre) et Chante ![1].